# Ashmunella pasonis
Ashmunella pasonis là danh pháp hai phần của một loài ốc sên hô hấp trên cạn, là động vật thân mềm chân bụng có phổi sống trên cạn thuộc họ Polygyridae.